# Hundsangen
Hundsangen ist eine Ortsgemeinde im Westerwaldkreis in Rheinland-Pfalz. Sie gehört der Verbandsgemeinde Wallmerod an.

## Geografie

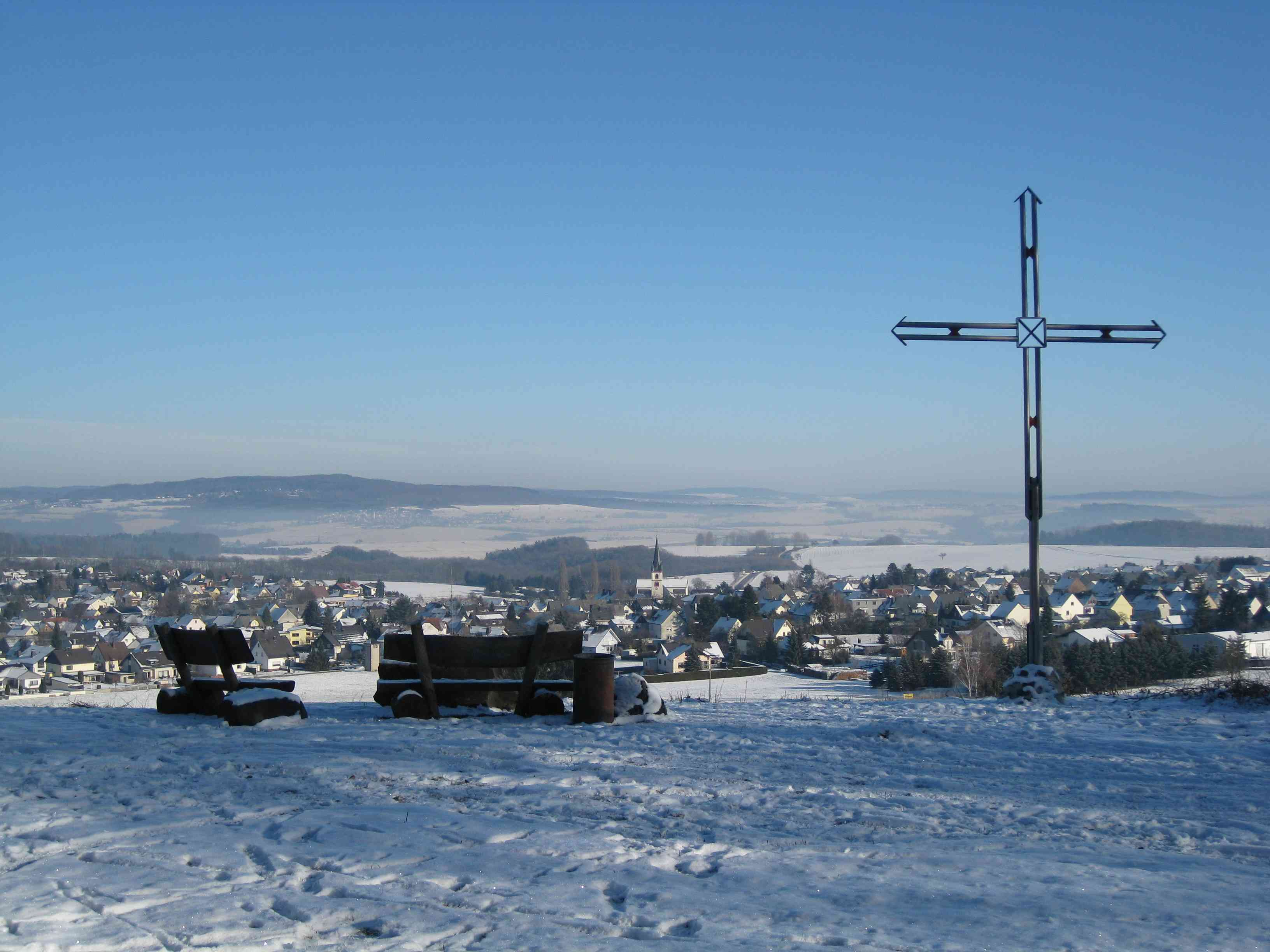
Blick vom Osterfeuerplatz auf Hundsangen

### Geographische Lage
Die Gemeinde liegt im Westerwald zwischen Montabaur und Limburg an der Lahn unmittelbar an der Landesgrenze zwischen Rheinland-Pfalz und Hessen. Hundsangen ist gemessen an der Einwohnerzahl die größte Ortsgemeinde in der Verbandsgemeinde Wallmerod.

### Gemeindegliederung
Zu Hundsangen gehören auch die Wohnplätze Am Buch und Roßborner Hof.

### Nachbargemeinden
Die Nachbargemeinden Hundsangens sind: Hadamar, Dornburg, Molsberg, Wallmerod, Weroth, Dreikirchen, Obererbach und Elz.

## Geschichte
Möglicherweise wurde Hundsangen im Jahre 1096 als Hundeszagel erstmals urkundlich erwähnt. Spätestens seit dem Beginn des 12. Jahrhunderts ist Hundsangen belegt als katzenelnbogenscher Grundbesitz, das die Waldbott von Waldmannshausen zum Lehen hatten. Im 13. Jahrhundert ging die Herrschaft an die Grafen von Diez. Diese schlossen das Kirchspiel Hundsangen mit den benachbarten Kirchspielen Nentershausen, Meudt, Salz zu einem Verbund zusammen, der über die folgenden Jahrhunderte meist unter einer einheitlichen Herrschaft bleiben sollte.
Eine niederadlige Familie von Hundsangen wird von 1225 bis 1372 erwähnt.
Die Kirche im Ort hat den Schutzpatron Goar, einen Heiligen vom Mittelrhein, was wohl auf die katzenelnbogische Grundherrschaft zurückzuführen ist. Ein erster Leutpriester wird im Jahr 1329 erwähnt. Die barocke Kirche (1722–1726) ist 1971 erweitert worden. Dabei blieb der romanische Turm des Vorgängerbaus erhalten. Die Kirche war großzügig und einheitlich mit Bildwerken der Hadamarer Schule (um 1730) ausgestattet; diese gingen jedoch bei Umbaumaßnahmen im Jahr 1967 verloren. Zum Kirchspiel gehörten die Orte Malmeneich, Obererbach, Oberhausen, Pütschbach, Weroth, Steinefrenz, Ruppach, Berod und Wallmerod sowie die inzwischen wüst gefallenmen Orte Potenhain, Bruchhausen und Grießhorn.
Für 1654 ist ein Marmorbruch in der Hundsangerner Gemarkung nachgewiesen.
Auf dem Friedhof Hundsangens wurde ein römisches Medaillon gefunden. Es befindet sich heute in der Sammlung Nassauischer Altertümer in Wiesbaden.
1970 wollte die Gemeinde Hundsangen ins Nachbarland Hessen wechseln und stellte beim rheinland-pfälzischen Innenministerium einen entsprechenden Antrag. Grund dafür waren die starken Beziehungen der Bevölkerung in den Raum Limburg-Hadamar. Im Januar 1972 lehnte man diesen Antrag wegen seiner Sogwirkung für andere Gebiete ab. Drei Monate später wurde Hundsangen dann in die Verbandsgemeinde Wallmerod eingegliedert.
Bevölkerungsentwicklung
Die Entwicklung der Einwohnerzahl von Hundsangen, die Werte von 1871 bis 1987 beruhen auf Volkszählungen:
| Jahr | Einwohner |
| 1815 | 660       |
| 1835 | 815       |
| 1871 | 948       |
| 1905 | 1.009     |
| 1939 | 1.203     |

| Jahr | Einwohner |
| 1950 | 1.341     |
| 1961 | 1.327     |
| 1970 | 1.471     |
| 1987 | 1.747     |
| 2005 | 2.117     |

## Politik

### Gemeinderat
Der Gemeinderat in Hundsangen besteht aus 16 Ratsmitgliedern, die bei der Kommunalwahl 2024 in einer Mehrheitswahl gewählt wurden, und dem ehrenamtlichen Ortsbürgermeister als Vorsitzendem.

### Bürgermeister
Uwe Fischer wurde am 6. April 2022 Ortsbürgermeister von Hundsangen. Bei der Direktwahl am 27. März 2022 war er mit einem Stimmenanteil von 90,7 % gewählt worden. Er wurde im Juni 2024 wiedergewählt.
Fischers Vorgängerin war Melanie Brühl, die das Amt seit dem 19. Juni 2019 ausübte. Bei der Direktwahl am 26. Mai 2019 war sie mit einem Stimmenanteil von 76,39 % für fünf Jahre gewählt worden. Mit Wirkung zum 31. Dezember 2021 legte sie jedoch das Amt aus persönlichen Gründen vorzeitig nieder. Vor Melanie Brühl waren der 2018 gewählte Marco Weißer, sowie bis 2018 der damals zurückgetretene Alois Fein Ortsbürgermeister.

### Wappen
| Wappen von Hundsangen | Blasonierung: „In Silber ein durchgehendes, facettiertes, rotes Tatzenkreuz, belegt mit einem blauen Schild, darin pfahlweise zwei schreitende goldene Löwen.“ |
| Wappen von Hundsangen | Wappenbegründung: Im Hundsänger Wappen wird eindeutig die Zugehörigkeit zu den ehemaligen Landesherrschaften gezeigt. Das durchgehende Kreuz soll an das Kurfürsten- und Erzbistum Trier erinnern. Der Herzschild mit den übereinander schreitenden Löwen soll die Zeit der Diezer Herrschaft dokumentieren. Aus heraldischen Gründen wurde die rote Farbe des Diezer Schildes in blau geändert, womit gleichzeitig die nassauische Landesherrschaft angezeigt wurde. Das Wappen wurde am 10. November 1936 durch den Oberpräsidenten der Provinz Hessen-Nassau verliehen. |

### Flagge
Gleichzeitig zur Wappenverleihung wurde der Gemeinde eine Flagge genehmigt und wird wie folgt beschrieben: „Die Flagge ist Blau / Gelb (1:1) gestreift und mittig mit dem Gemeindewappen belegt.“

## Kultur und Sehenswürdigkeiten

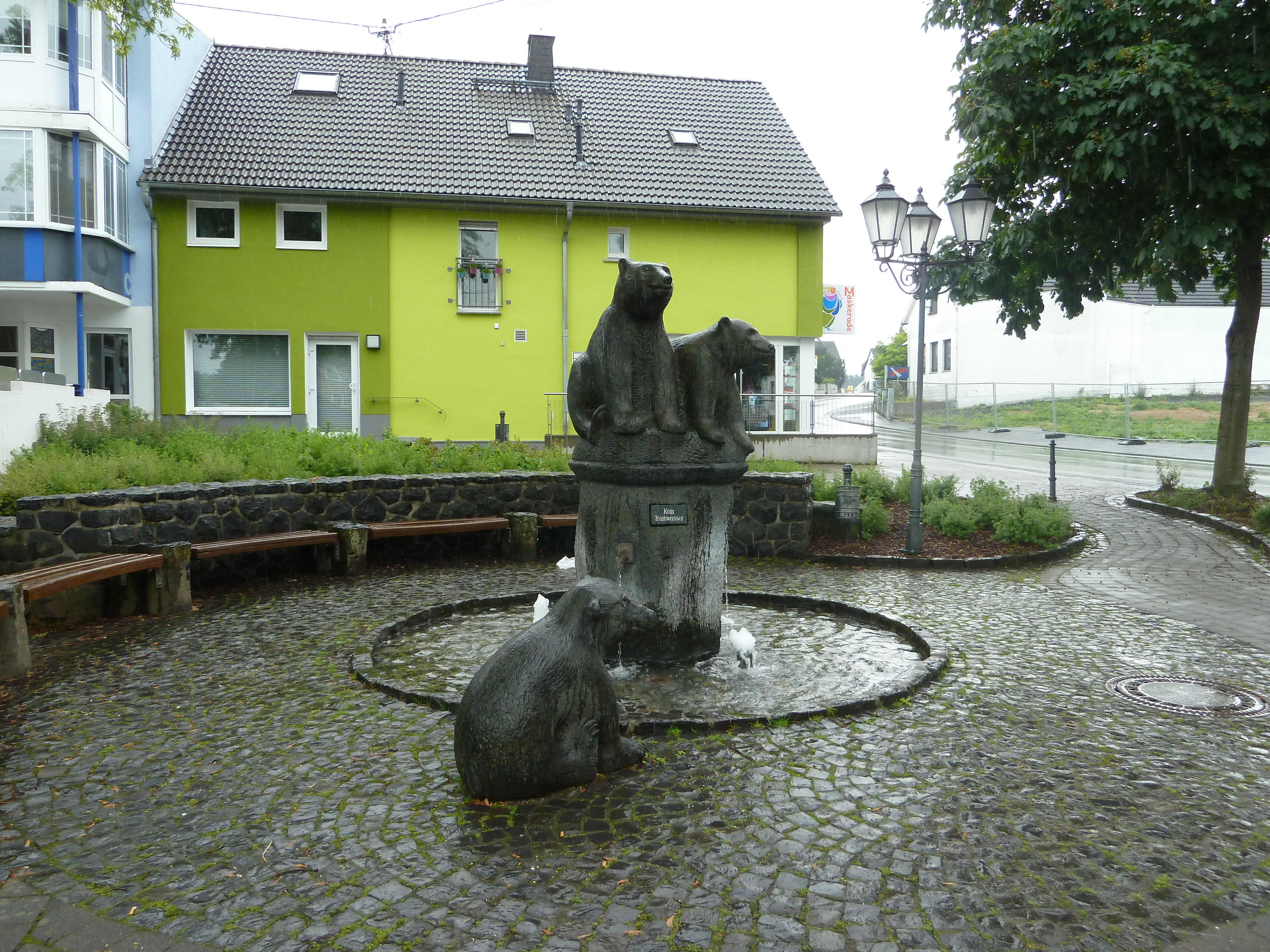
Der Bärenbrunnen, 1991 gebauter Treffpunkt in der Ortsmitte von Hundsangen

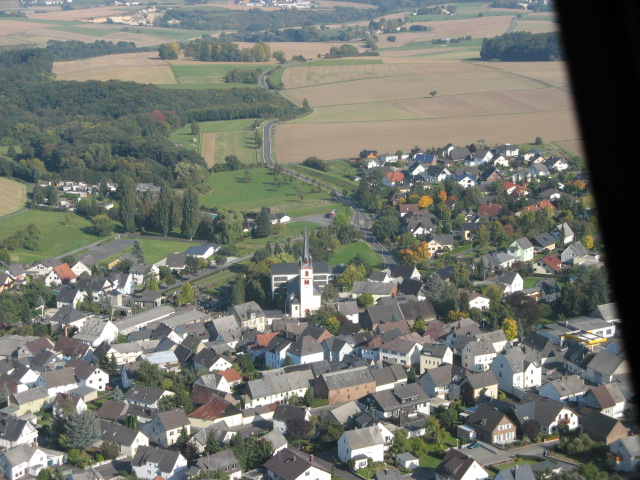
Luftbild der katholischen Kirche St. Goar

### Bauwerke
Die barocke Pfarrkirche „St. Goar“ wurde im Jahr 1726 erbaut. Der romanische Kirchturm stammt aber noch aus dem 12. Jahrhundert.

### Wald Boschern
In Dorfnähe befinden sich mehrere Wälder, die beliebte Ausflugsziele sind. So gibt es beispielsweise einen Naturlehrpfad im Wald Am Buch oder einen Grillplatz im Wald „Boschern“. Der Name dieses Waldes leitet sich aus dem örtlichen Dialekt ab und bedeutet „Buchenwald“.
Im Wald Boschern gibt es einige Felsen aus der Zeit, als Hundsangen noch Meeresgrund war. Sie enthalten hochwertigen Marmor.

### Denkmäler
Auf dem Friedhof von Hundsangen hinter der St.-Goar-Kirche befindet sich ein Kriegerdenkmal, auf dem einige gefallene Soldaten des Zweiten Weltkriegs mit Namen erwähnt werden.

### Vereine und Genossenschaften
Musik
In Hundsangen gibt es einen Kirchenchor, einen Männergesangverein und einen Musikverein.
Fußball
Hundsangens erste Fußballmannschaft wusste viele Jahre in der Fußball-Rheinlandliga zu überzeugen. Seit dem Abstieg aus der Rheinlandliga 2007 spielt die 1. Mannschaft des SV Hundsangen e. V. 1926 ununterbrochen in der Bezirksliga Ost. Benutzt wird das Sportgelände im Wald „Am Buch“ mit zwei Fußballfeldern. Außerdem wird noch in der Haupthalle der Ollmerschhalle trainiert.
Freiwillige Feuerwehr
Die Freiwillige Feuerwehr Hundsangen sorgt für den abwehrenden Brandschutz und die allgemeine Hilfe seit ihrer Gründung im Jahr 1908. Die Feuerwehr fördert viele Kinder und Jugendliche, die eine große Jugendfeuerwehr bilden.
Angelsport
Der Angelsportverein Hundsangen e. V. verfügt über den Tonweiher, in dem jedes Mitglied angeln kann, solange er oder sie die rechtlichen Bestimmungen oder Voraussetzungen erfüllt beziehungsweise einhält.
Schützenverein
Im örtlichen Schützenverein schafften dessen Athleten auch schon den Sprung zu den deutschen Meisterschaften. Das Schützenhaus befindet sich am Wald Boschern.
Fastnacht
Im Jahr 1955 wurde der Hundsänger Carnevalverein (HCV) mit dem Ziel der karnevalistischen Brauchtumspflege gegründet. Neben verschiedenen Gruppen für Sketche und Gesang wird auch der Garde- und Schautanz gefördert. Die Nachwuchsarbeit findet Anklang in den Kinder- und Jugendkappensitzungen.
Pfadfinder
In Hundsangen gibt es einen Stamm der DPSG-Pfadfinder.
CAP-Markt Hundsangen
Lebensmittelmarkt auf genossenschaftlicher Basis mit dem Ziel der Verbesserung der Arbeitsplatzsituation und die Erweiterung der Möglichkeiten für die Beschäftigung von Menschen mit Behinderung.

### Regelmäßige Veranstaltungen
- Die Kirmes in Hundsangen wird jährlich an dem August-Wochenende nach Mariä Himmelfahrt gefeiert.
- Neben den alljährlich in der Fastnachtszeit stattfindenden Kappensitzungen, findet alle vier Jahre ein Fastnachtsumzug statt.

## Wirtschaft und Infrastruktur

### Verkehr
- Direkt durch den Ort verläuft die B 8 die Limburg an der Lahn und Hennef verbindet.
- Die nächsten Autobahnanschlussstellen sind Diez, Limburg an der Lahn sowie Montabaur an der A 3 von Köln nach Frankfurt am Main, etwa neun Kilometer entfernt.
- Die nächstgelegenen ICE-Halte sind Montabaur und Limburg Süd an der Schnellfahrstrecke Köln–Rhein/Main.

### Bildung
Hundsangen verfügt über einen katholischen Kindergarten sowie eine Grundschule. Die weiterführenden Schulen (Gymnasien in Hadamar, Limburg und Montabaur, Realschulen in Hadamar und Montabaur sowie die Hauptschulen in Salz, Montabaur und Hadamar) sind durch den öffentlichen Nahverkehr angebunden.

### Öffentliche Einrichtungen
Alle öffentlichen Einrichtungen der Gemeinde Hundsangen:
- Schwimmbad
- Rathaus
- Pfarrbüro der kath. Kirchengemeinde St. Goar
- Erich-Kästner-Schule
- Katholischer Kindergarten St. Elisabeth
- Ollmerschhalle

## Persönlichkeiten
- Carl Tripp (1800–1871), Bürgermeister und Mitglied der Landstände des Herzogtums Nassau
- Heinrich Eichmann (1832–1920), Landwirt, Bürgermeister sowie Mitglied des Provinziallandtages der Provinz Hessen-Nassau
- Johannes Tripp (1835–unbekannt), Gutsbesitzer und Mitglied des Preußischen Abgeordnetenhauses
- Carl Horn (1859–1932), Orgelbauer
- Joseph Wagenbach (1900–1980), Politiker und Abgeordneter des Hessischen Landtags
- Friedbert Meurer (* 1959), Journalist und Korrespondent des Deutschlandfunks